# Fernando A. Armas Asín
Fernando Armas Asín (San Vicente de Cañete, 30 de mayo de 1969) es un historiador, investigador y docente universitario peruano con diversos libros y artículos en torno al campo religioso, el turismo y la historia económica del Perú.

## Biografía
Nació en la ciudad de San Vicente de Cañete y luego se radicó en Lima al iniciar sus estudios universitarios. Se licenció en historia en la Pontificia Universidad Católica del Perú en 1993 y obtuvo el doctorado en Filosofía y Letras (Historia) en la Universidad de Navarra, España, en el año 2002.
Actualmente es profesor de la Universidad del Pacífico. Se dedica al estudio de la historia social y económica en los campos de la religión, el patrimonio y el turismo. Miembro de la Asociación Peruana de Historia Económica (APHE) y desde el año 2018 miembro de número de la Academia Nacional de la Historia del Perú. 

## Publicaciones

### Libros científicos
- La memoria de Manuel de Argumaniz: un empresario peruano del siglo XIX. Coedición en colaboración con Martín Monsalve. Lima, Universidad del Pacífico, 2019.[5]

- Una historia del turismo en el Perú. El Estado, los visitantes y los empresarios (1800-2000). Lima, Universidad San Martín de Porres, 2018, 2 volúmenes.

- La invención de la propiedad: valle del Rímac: siglos XVI-XX, Lima, Universidad de Lima, 2014.[6]

- La Iglesia contemporánea en el Perú (1900-1934). Asambleas eclesiásticas y concilios provinciales. (En colaboración con Josep-Ignasi Saranyana). Lima, Instituto Riva-Agüero PUCP, 2011.[7]

- Patrimonio divino y capitalismo criollo. El proceso desamortizador de censos eclesiásticos en el Perú, Lima, Red para el Desarrollo de la Ciencias Sociales – Instituto Riva-Agüero PUCP – Fundación M.J. Bustamante de la Fuente 2010.[8]

- La invención del catolicismo en América. Procesos de evangelización en Iberoamérica, siglos XVI –XVIII (Editor). Lima, Universidad Nacional Mayor de San Marcos, 2009.

- Políticas Divinas. Religión, diversidad y política en el Perú contemporáneo (Editor con C. Aburto, J. Fonseca y J. Ragas). Lima, Instituto Riva-Agüero, 2009.

- Teología en América Latina (En colaboración con Josep-Ignasi Saranyana, Dir. Et al). Madrid, Vervuert-Iberoamericana 1999-2008 (5 tomos).

- Iglesia, Bienes y rentas. Secularización liberal y reorganización patrimonial en Lima (1820-1950), Lima, Instituto de Estudios Peruanos e Instituto Riva-Agüero, 2007.[9]

- La invención del patrimonio católico. Modernidad e identidad en el espacio religioso peruano (1820-1950). Lima, Asamblea Nacional de Rectores, 2006.

- Angeli Novi. Prácticas evangelizadoras, representaciones artísticas y construcciones del catolicismo en América, Siglos XVII-XX (Editor). Lima, Pontificia Universidad Católica del Perú, 2004.

- Liberales, Protestantes y Masones. Modernidad y Tolerancia Religiosa. Perú Siglo XIX. Lima, Pontificia Universidad Católica del Perú y Centro Bartolomé de Las Casas, 1998. 300 pp.

### Libro de divulgación
- El Perú Republicano, 1821-2011. En colaboración con José Valdizán, Raúl Rodríguez y Lizardo Seiner. Lima, Universidad de Lima, 2011.[10]
  - Primera reimpresión: 2013.
  - Segunda reimpresión: 2014.

### Poesía
- Encuentro de la tierra en la que crecen las flores. Lima, Lluvia Editores y CONCYTEC - Consejo Nacional de Ciencia y Tecnología, 1989. 82 pp. [Libro de Poemas]. Premiado en los Juegos Florales de la Pontificia Universidad Católica 1988.

- Psalmus. Lima, Lluvia Editores, 1987. 35 pp. [Libro de Poemas]